# Duborg-skolen

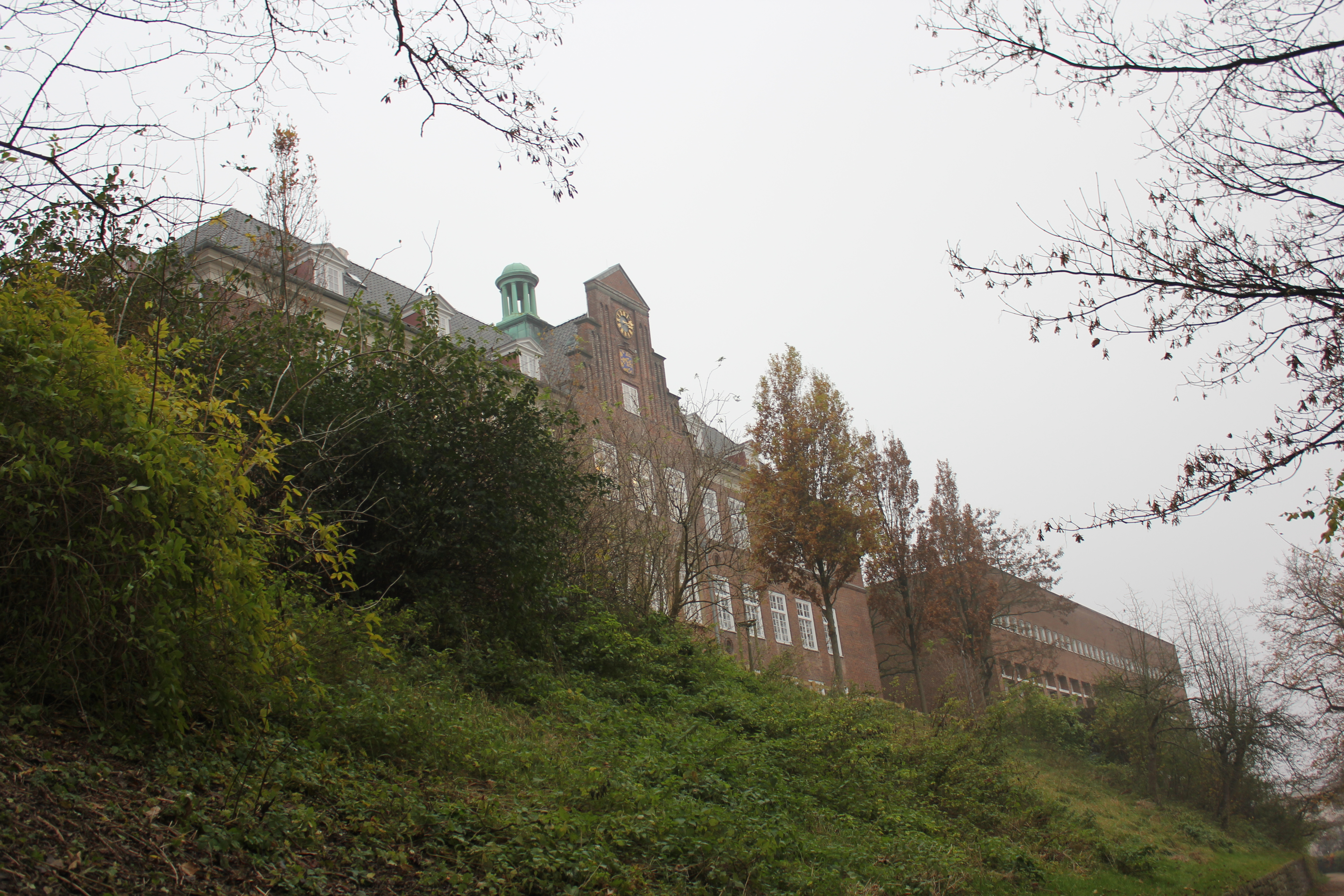
Duborg-Skolen

Duborg-Skolen in Flensburg is het enige Deenstalige Gymnasium in Duitsland. Het begon zijn geschiedenis in 1924 als Realschule, en werd in 1958 een gymnasium. Het examen bereidt voor op een universitaire studie in Denemarken.
Duborg-Skolen maakt deel uit van een groot aantal Deenstalige scholen voor voortgezet onderwijs in Sleeswijk-Holstein, verenigd in de Dansk Skoleforening for Sydslesvig. Deze scholen worden als faciliteit voor de Deense minderheid in de Bondsrepubliek door de Deense en de Duitse overheid gesubsidieerd. Deze scholen worden vanwege het hooggewaardeerde onderwijssysteem ook en soms hoofdzakelijk door Duitstalige leerlingen bezocht.